# Renault Captur I
Pour le monocoque de 60 pieds IMOCA Renault Captur, voir Brit Air (IMOCA).
Le Renault Captur de première génération est un crossover citadin produit par le constructeur automobile français Renault de 2013 à 2019. Il est également vendu par Renault Samsung Motors sous le nom de QM3. Le Captur remplace indirectement le minispace Modus, produit de 2004 à 2012[réf. nécessaire].
Le Captur est remplacé par une seconde génération en octobre 2019, puis par une troisième génération en 2024.
Un modèle reprenant le design du premier Captur, plus long et basé sur un Dacia Duster de première génération, est commercialisé sur les marchés émergents de 2016 à 2023 sous les noms Renault Grand Captur, Renault Kaptur ou Renault Captur.

## Présentation

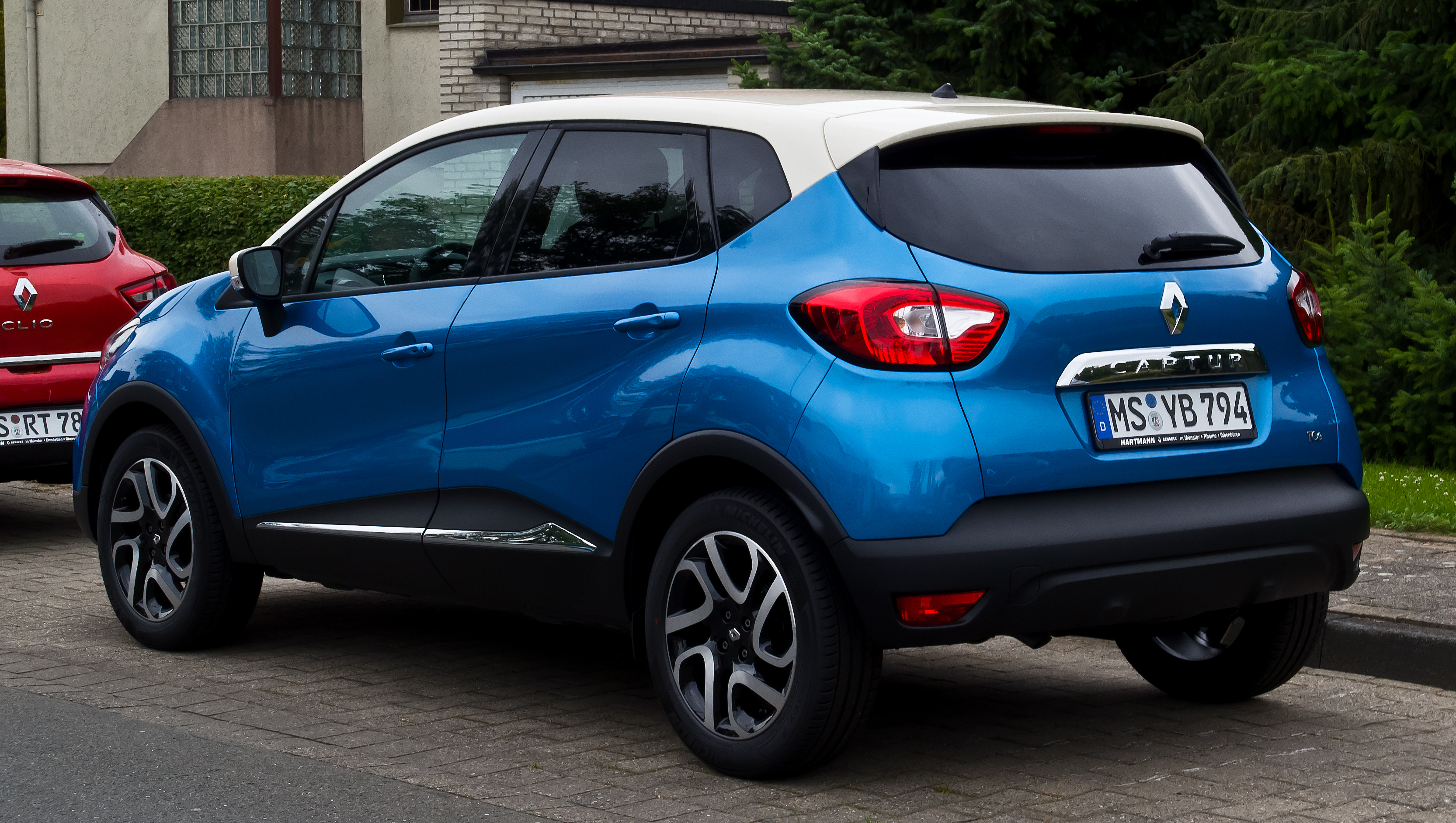
Renault Captur I phase 1

La version officielle du Renault Captur a été dévoilée par Renault le 11 janvier 2013. Après le succès mitigé de la Modus, son prédécesseur sur le segment des minispaces, le crossover Captur se veut plus polyvalent et attractif pour avoir « la position de conduite d’un SUV, l’habitabilité et la modularité d’un monospace et enfin la maniabilité et le plaisir de conduite d’une berline compacte ».
Il reprend clairement la nouvelle signature de Renault avec ce gros logo imposant sur la face avant, que l'on retrouve également sur la Renault Clio IV. Il en reprend aussi la motorisation ainsi que le châssis.
La commercialisation du Captur débute le 11 avril 2013.

### Phase 2

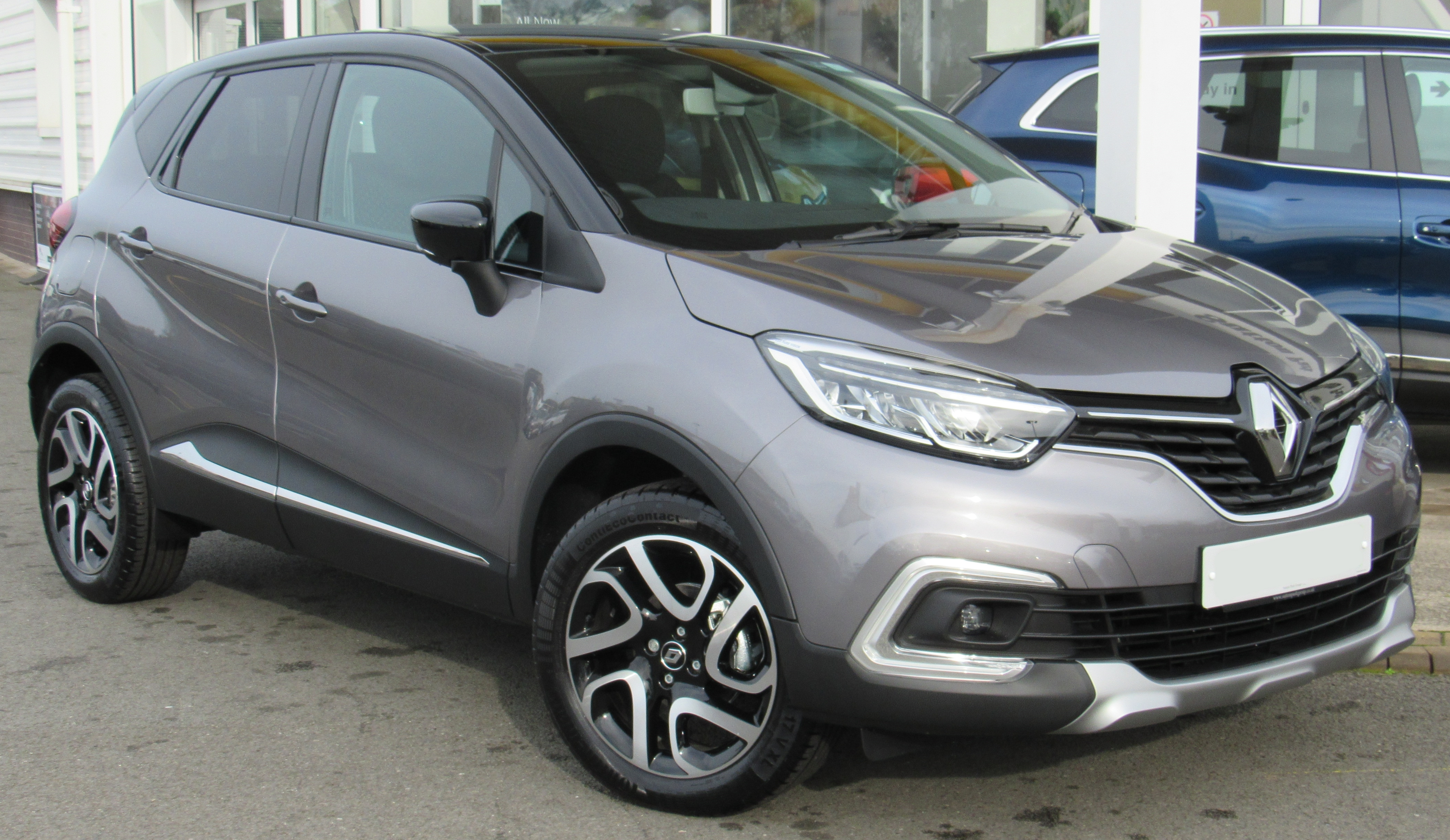
Renault Captur I phase 2

En 2017 : le Captur restylé est dévoilé au Salon international de l'automobile de Genève 2017 : pour appuyer ses traits sur ceux du Kaptur, les boucliers adoptent des feux à LED en forme de crochets, les phares et les feux arrière sont entourés par une nouvelle signature lumineuse.

## Caractéristiques techniques

### Motorisations
Le Renault Captur dispose de quatre motorisations, dont deux Diesel, avec des puissances s’étalant de 90 à 120 ch et une consommation variant de 3,4 à 6,7 L/100 km.
| Moteur                         | Cylindrée en cm³ | Puissance maxi en ch DIN (kW) à tr/min | Couple maxi N m à (tr/min) | Vitesse maxi en km/h | 0 à 100 km/h en secondes | Consommation mixte l/100 km | Rejet de CO2 g/km |
| ------------------------------ | ---------------- | -------------------------------------- | -------------------------- | -------------------- | ------------------------ | --------------------------- | ----------------- |
| Essence                        |                  |                                        |                            |                      |                          |                             |                   |
| 0,9 TCe eco2 (H4BT)            | 898              | 90 ch                                  | 135 à 2 500                | 171                  | 12.9                     | 4.9                         | 113               |
| 1.2 TCe EDC (H5FT)             | 1 197            | 120 ch                                 | 190 à 2 000                | 192                  | 10.9                     | 5.5                         | 125               |
| 1.3 TCe EDC                    | 1 330            | 156 ch (115 kW)                        | 250                        | 216                  | 9.2 EDC                  | 5.3                         | 118               |
| Diesel                         |                  |                                        |                            |                      |                          |                             |                   |
| 1.5 DCi BVM/EDC éco2/EDC (K9K) | 1461             | 90 ch à 4 000                          | 220 à 1 750                | 171/170/170          | 13,1/13,5/13,5           | 3.8/3.9/4.1                 | 95/103/103        |
| 1.5 DCi BVM (K9K)              | 1461             | 110 ch à 4 000                         | 260 à 1 750                | 175                  | 11                       | 3.7                         | 98                |

En mars 2018, le Captur reçoit deux nouvelles motorisations : 1.3 TCe 130 associé à la boîte de vitesses manuelle et 1.3 TCe 150 avec la boîte robotisée EDC.

### Boîte de vitesses
Renault propose deux types de boîtes de vitesses :
- une manuelle à 5 ou 6 rapports en fonction de la motorisation[14] ;
- une boîte de vitesses robotisée à double embrayage à 6 rapports[14]. Le tableau de bord indique le mode utilisé (parking (P), marche arrière (R), point mort (N), automatique (D) ou la vitesse sélectionnée (1 à 6) en mode séquentiel). Il faut être en mode parking et appuyer sur le frein à pied pour pouvoir démarrer le moteur,
  - un commutateur, situé à proximité du frein à main, permet de choisir entre le mode « économique » ou « normal » et influence le mode de changement des vitesses, les performances et la consommation.

### Sécurité
Le Renault Captur obtient 5 étoiles sur 5 au crash test de l'Euro NCAP.

### Modèles éligibles au bonus écologique en France
En France, en juin 2013, les versions éligibles au bonus écologique sont les modèles Energy dCi 90 S&S eco2 (3,7 L/100 km - 96 g/km), quelle que soit la finition.

### Module R-Link
Sur certaines finitions, le module R-Link se présente comme une tablette tactile permettant d’accéder aux différentes fonctions (multimédia, navigation Tomtom, aux réglages de l'autoradio, aux services, etc.. Le système R-link a rencontré des problèmes de fiabilité qui auraient été résolus en 2015.

### Modularité
Le coffre du Captur est modulable en rabattant le dossier des sièges arrière (1/3 - 2/3) ou en repliant l'ensemble des deux sièges arrière derrière le dossier des sièges avant. La banquette arrière est coulissante, ce qui permet de moduler la place pour les jambes des passagers arrière et le volume du coffre.

## Finitions
En 2013, trois types de finitions étaient disponibles : 
- Business
- Zen
- Intens

### Série limitées
2013 :
- Arizona[20]

2014 :
- Helly Hansen[21]
- Roussillon (Japon)[22]
- Project Runway (Italie)[23]

2015 :
- Pure[24]
- Hypnotic (appelée Elysée, Premium ou encore Iconic dans certains pays)[25],[22]
- First Anniversary Edition (Japon)[22]
- Cannes (Japon)[22]

2016 :
- Wave (appelée Night & Day ou White Edition dans certains pays)[26]
- Anniversaire (Japon)[22]
- Magnetik (Italie)[22]
- Jeans (Japon)[22]

2017 :
- Cool Grey[27]
- Iridium[28]
- Premium (Japon)[22]
- Expression (Japon)[22]
- Iridium (Japon)[22]
- Cannes (Japon)[22]
- Bose (Allemagne et Autriche)[22]

2018
- S-Edition (Intens +), comprenant entre autres aide au stationnement, caméra de recul, rétroviseur intérieur électrochrome, sellerie alcantara et cuir, surpiqûres bleues sur les sièges, l’accoudoir et le soufflet de levier de vitesse, système de navigation R-Link, toit panoramique en verre[13]. Appelée Version-S dans certains pays[22].
- Tokyo Edition (Italie), carrosserie blanche, nombreux éléments rouges, sellerie et pavillon avec motif japonisant en forme de nuages (kumo). 100 exemplaires préparés par Garage Italia[29].

2019 : 
- Red Edition, avec peinture rouge en option[30]

- Sunset[31]

## Renault Captur RS
Renault prévoit de produire une version sportive RS du Captur. Initialement prévu pour 2014, puis pour 2016, mais en octobre 2016 la décision de commercialiser ce modèle n'est toujours pas prise
En 2019, Renault présente un prototype de Captur RS-hybride-rechargeable dont la commercialisation serait prévue pour 2021.

## Dérivés

### Samsung QM3

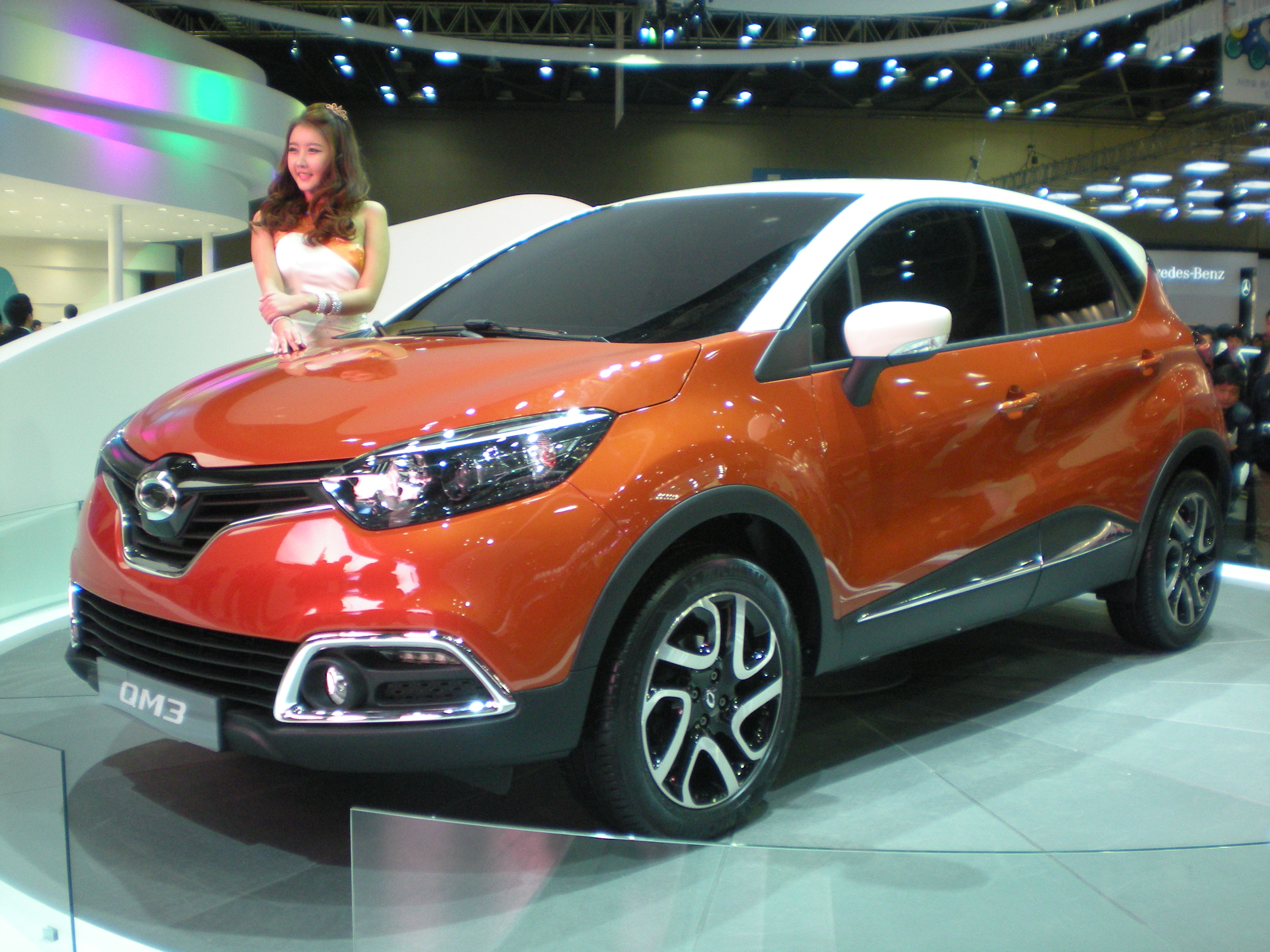
Le Renault Samsung QM3 au Salon de Seoul 2013

La version vendue par Renault Samsung Motors sous le nom de QM3 diffère peu du Renault Captur.
Les commandes sont ouvertes en novembre 2013. Malgré son badge Samsung, le QM3 est fabriqué dans la même usine espagnole que le Renault Captur. Cela ne l'empêche pas de rencontrer un beau succès : en 2015, avec 24 560 immatriculations, il était le véhicule importé le plus vendu de Corée du Sud.

### Renault Kaptur

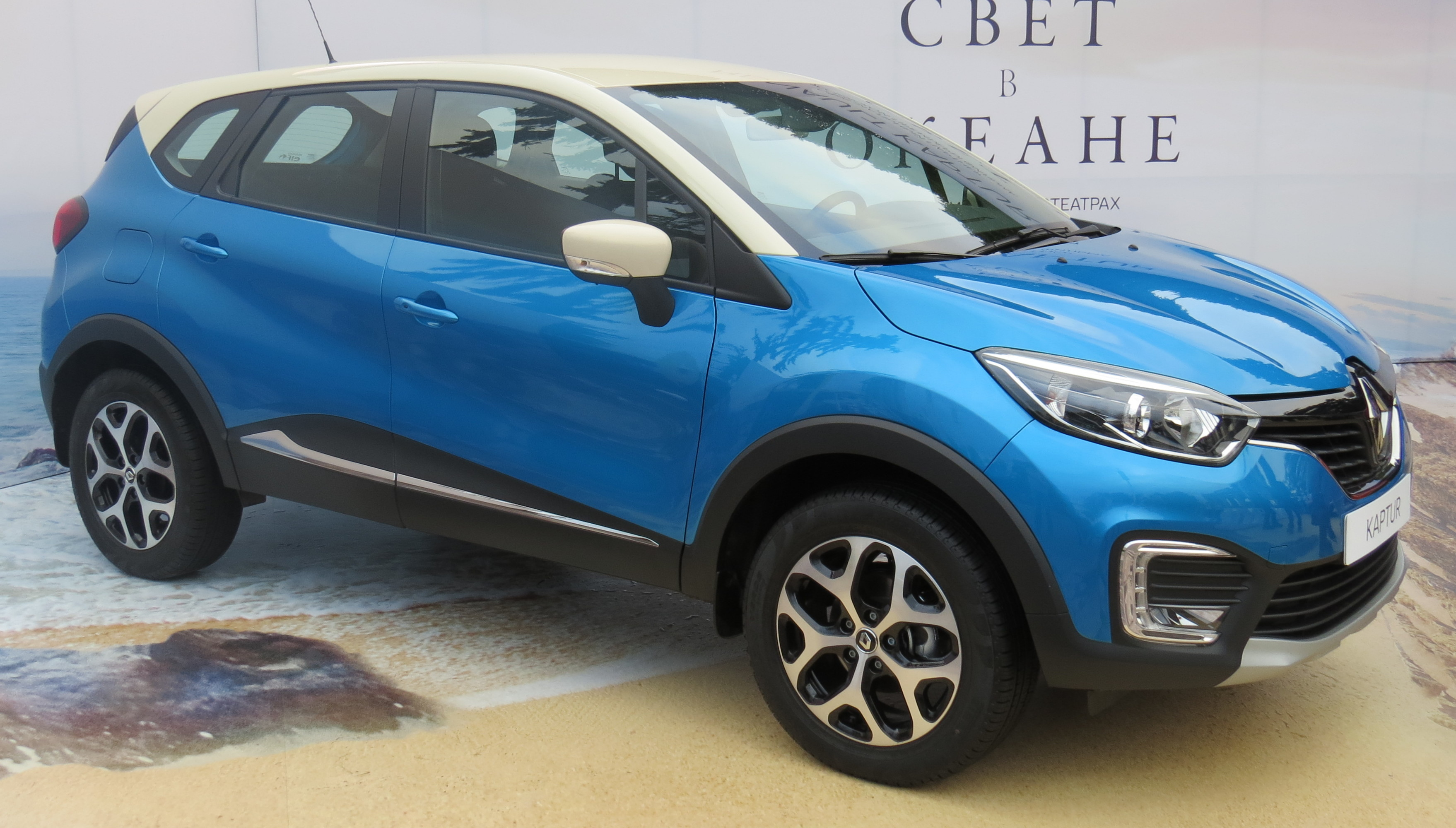
Renault Kaptur

Le 30 mars 2016, Renault présente un véhicule dénommé Kaptur (avec un K), doté d'un chassis différent du Captur européen. Pour répondre à la nécessité de proposer un véhicule 4×4 et peu onéreux en Russie, ce modèle ressemblant au Captur (nommé en interne « Captur GA », pour Global Access) est basé sur le châssis du Renault Duster, déjà industrialisé et vendu dans ce pays. Renault a toujours précisé que, pour des raisons de coût et du fait que l'immense majorité des usages ne le nécessitaient pas, le châssis du Captur européen, n'avait pas été développé pour en proposer une version 4×4 d'où le choix de la base Duster pour le Kaptur,. Il est aussi distribué dans quelques pays limitrophes de la Russie, parmi lesquels la Mongolie, l'Azerbaïdjan et la Biélorussie.
Le Renault Kaptur est également produit au Brésil depuis 2017 pour l'Amérique du Sud. Il y prend le nom de Captur bien que ce soit le même modèle que le Kaptur vendu en Russie,. Il est exporté vers l'Uruguay sous le nom Grand Captur, afin de le différencier du Captur européen, qui est également importé dans ce pays.
Depuis le 6 novembre 2017, le modèle est vendu en Inde, où comme au Brésil, il s'appelle Captur. Sa vente en Inde cesse en 2020, après peu plus de 6 600 véhicules vendus, un nombre très faible pour un véhicule fabriqué localement.
Le modèle russe est légèrement restylé en 2020. La calandre est légèrement modifiée, mais c'est surtout l'intérieur qui est modernisé grâce à l'ajout d'un nouveau système d'infotainment. Environ 100 000 exemplaires du Kaptur ont été fabriqués en Russie avant le lancement de cette version restylée. Le Captur brésilien reçoit un restylage l'année suivante, assorti d'un nouveau bloc turbo 1.3 162 ch.
En 2021, en partenariat avec le groupe Allur, Renault lance la production du Kaptur dans l'usine SaryarkaAvtoProm située à Kostanaï, au Kazakhstan.
La production en Russie et au Kazakshtan prend fin en 2022 à la suite du retrait de Renault de Russie dans le cadre des sanctions occidentales contre la Russie faisant suite à l'invasion de l'Ukraine par ce dernier pays.
La fabrication du modèle cesse définitivement en octobre 2023, l'usine brésilienne rencontrant des difficultés à fabriquer le véhicule sans certaines pièces qui venaient de Russie,.

## Concept car

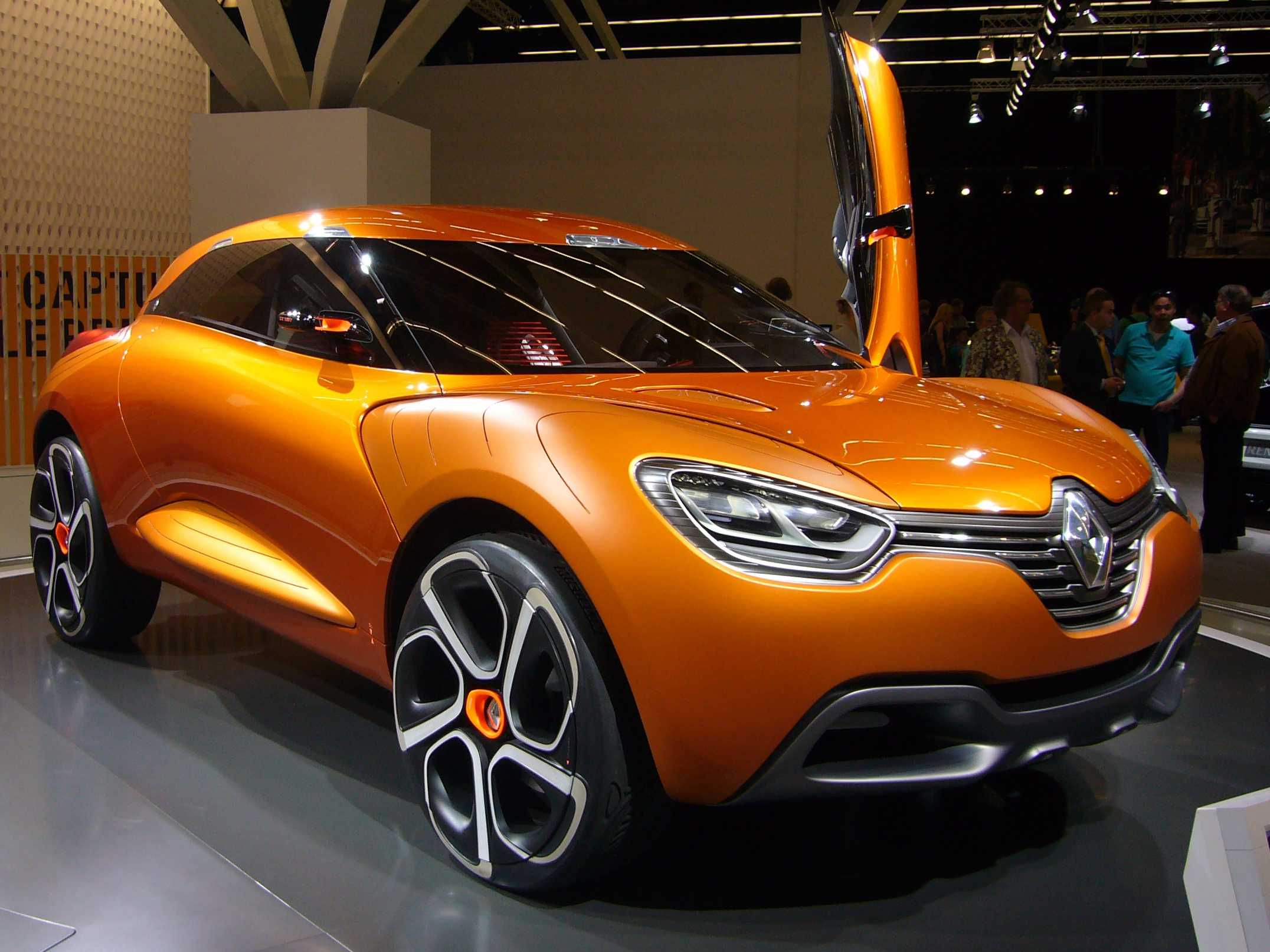
Renault Captur concept

Un concept car nommé Renault Captur a été dévoilé par Renault au Salon de Genève 2011. Il a ensuite été montré par Renault Samsung Motors au Motor Show 2012 de Busan, dans une version repeinte en blanc et rebadgée.

## Ventes
Le Renault Captur se classe troisième des ventes de voitures en France en 2014. En 2015, avec 3,7 % des ventes, le Renault Captur est le quatrième modèle le plus vendu en France.